# مسجد المنصور
مسجد المنصور هو مسجد أثري بُني في عهد أبي جعفر المنصور ثاني خلفاء بني العباس في مدينة الرافقة (مدينة الرقة حالياً) في سوريا، وتبلغ أبعاده 100 مترٍ طولاً و98 متراً عرضاً ولم يبق منه إلا السور الخارجي وواجهة الحرم والمئذنة المبنية في عهد الدولة الزنكية.